# Divinópolis de Goiás
Divinópolis de Goiás é um município brasileiro do interior do estado de Goiás localizado na Região Nordeste do Estado de Goiás. Sua população estimada em 2021 era de 4.701 habitantes.
A região de Divinópolis de Goiás é composta por: Divinópolis (Sede), Vazante, Porteiras e Assentamento Riacho Seco.

## História
Inicialmente designada São João do Galheiros, era um distrito pertencente ao município de São Domingos até o final da década de 1950. Com a emancipação política, o seu nome foi reduzido apenas a Galheiros, nome do rio que corta a cidade e a separa do município de São Domingos (Goiás). No no final da década de 1980, um projeto modificou a sua denominação para Cirinópolis (homenagem a uma tradicional família local - Cirineu). Em 1989, um outro projeto alterou o nome do município para Divinópolis de Goiás. 

## Infraestrutura
- Educação: o município tem 9 escolas  sendo 2 estaduais .
- Saúde: o principal  hospital do município é o Hospital Municipal Mãe Roberta.
- Transporte: o acesso a capital federal e estadual são feitas pela GO110 e BR020. A cidade possui um campo de aviação que não  tem terminal. A cidade tem uma rodoviária, localizada no centro da cidade.